# The Plaza
The Plaza ist ein weltweit bekanntes Luxushotel in New York City, Vereinigte Staaten. Das am 1. Oktober 1907 eröffnete Hotel ist ein Wahrzeichen der Stadt und ebenso für seine im Stil der französischen Renaissance gehaltene Fassade und Innenausstattung sowie für seine illustren Gäste berühmt. Seit 2008 beherbergt das Gebäude auch Eigentumswohnungen.
Das Hotel befindet sich in Midtown Manhattan zwischen der West 58th und West 59th Street (Central Park South) sowie Fifth Avenue und Sixth Avenue am Südrand des Central Parks. Östlich liegt vor dem Gebäude der Grand Army Plaza mit dem Pulitzer-Brunnen, der Namensgeberin für das Hotel war.

## Geschichte
Mit der wachsenden Bedeutung New Yorks als Weltstadt ging eine erhöhte Bedeutung für den Geschäftsverkehr einher – der Tourismus spielte damals noch keine so große Rolle. Und wenn Geschäftspartner in New York absteigen wollten, dann musste für die Betuchteren auch ein entsprechendes Hotel zur Verfügung stehen. Zwei Namen spielten hier vor allem eine Rolle: The Waldorf Astoria und The Plaza.
Gestaltet wurde das Bauwerk von Henry J. Hardenbergh, das von 1919 bis 1922 von Warren & Wetmore erweitert wurde. An der Stelle des heutigen Hotels stand bereits ab 1890 ein The Plaza, das 1905 abgerissen wurde, um Platz für das heutige Gebäude zu schaffen. 12,5 Millionen US-Dollar kostete der Neubau und wurde damals zum besten Hotel der Welt erklärt. Das Hotel hatte ehemals 805 Zimmer, heute befinden sich auf 18 Stockwerken 282 Zimmer, darunter 102 Suiten, und 181 Eigentumswohnungen. Die exponierte Lage direkt an der südöstlichen Ecke des Central Parks machte das Hotel – wie auch das ehemalige Hotel St. Moritz, heute The Ritz New York – so exklusiv. Der Broadway am südwestlichen Ende des Central Parks ist 800 Meter entfernt.
Am 9. Dezember 1969 erklärte die Landmarks Preservation Commission der Stadt New York die Fassade des Hotelgebäudes zum Wahrzeichen der Stadt. Das Interior von acht öffentlichen Räumen stellte die Landmarks Preservation Commission am 12. Juli 2005 unter Denkmalschutz. Am 29. November 1978 wurde das Plaza in das National Register of Historic Places eingetragen. Im Juni 1986 erhielt es als „herausragendes Beispiel US-amerikanischer Hotel-Architektur“ den Status einer National Historic Landmark zuerkannt. Architekturkritiker haben das Plaza jedoch auch nicht rein positiv als „französisches Renaissanceschloss von riesigen Ausmaßen“ charakterisiert.
Regelmäßige Gäste waren unter anderem Mitglieder der Familien Vanderbilt, Gould und Harriman sowie Ernest Hemingway. Bekannt ist es auch für seine öffentlichen zugänglichen Bars und Restaurants, insbesondere die exklusive Oak Bar. Im The Plaza fanden 1995 die erste und bis 1998 drei weitere Veranstaltungen der berühmten Victoria’s Secret Fashion Show statt.
Im Herbst 2004 wurde das Hotel versteigert. 675 Millionen US-Dollar hat der israelische Immobilienfonds Elad Properties ausgegeben, weitere 350 Millionen sollten in die Renovierung gesteckt werden. Im Jahr 2005 sollte planmäßig das gesamte Hotel zu einem Appartement-Haus umgewandelt werden. Erst nach anhaltenden Protesten der New Yorker Bevölkerung wurde dieser Plan geändert. Es wurden schließlich 450 Zimmer mit Blick auf den Central Park und die Fifth Avenue in 181 Eigentumswohnungen mit der Adresse „1 Central Park South“ umgewandelt. Die übrigen der einst 805 Hotelzimmer, meist mit Blick auf die 58th Street blieben, wurden zu 282 Gästezimmern, inklusive 102 luxuriöse Suiten. Die Wiedereröffnung fand am 1. März 2008 statt.
Das Haus gehört zu den Fairmont Hotels and Resorts. Entsprechend der Lage und Historie des Hauses sind die Preise der Appartements in den oberen Bereichen angesiedelt.

## Sonstiges
Alfred Hitchcock drehte hier Teile seines Films Der unsichtbare Dritte. Ebenso steigt „Crocodile Dundee“ im gleichnamigen Film aus dem Jahre 1986 hier ab. Auch die Komödie Kevin – Allein in New York spielt zum Teil im Plaza – der damalige Besitzer des Hotels, Donald Trump (er hatte es 1988 erworben), hatte einen Cameoauftritt als Mann im Hotel, der Kevin den Weg weist. Angeblich war sein Mitwirken Bedingung für die Dreherlaubnis. Der Weihnachtsfilm Christmas at the Plaza – Verliebt in New York aus dem Jahre 2019 spielt ebenfalls dort.
1958 feierte hier das Plattenlabel Columbia Records eine Party mit Auftritten der Jazz-Stars Duke Ellington, Billie Holiday, Bill Evans, John Coltrane und Miles Davis; die Mitschnitte erschienen 1973 (Jazz at the Plaza, Vol. 1).
Im September 1985 einigten sich Vertreter der G5-Staaten (USA, Japan, die Bundesrepublik Deutschland, Frankreich und Großbritannien) im Plaza im sogenannten Plaza-Abkommen darauf, auf eine Abwertung des US-Dollars gegenüber dem Yen und der Deutschen Mark hinzuarbeiten.

## Ansichten

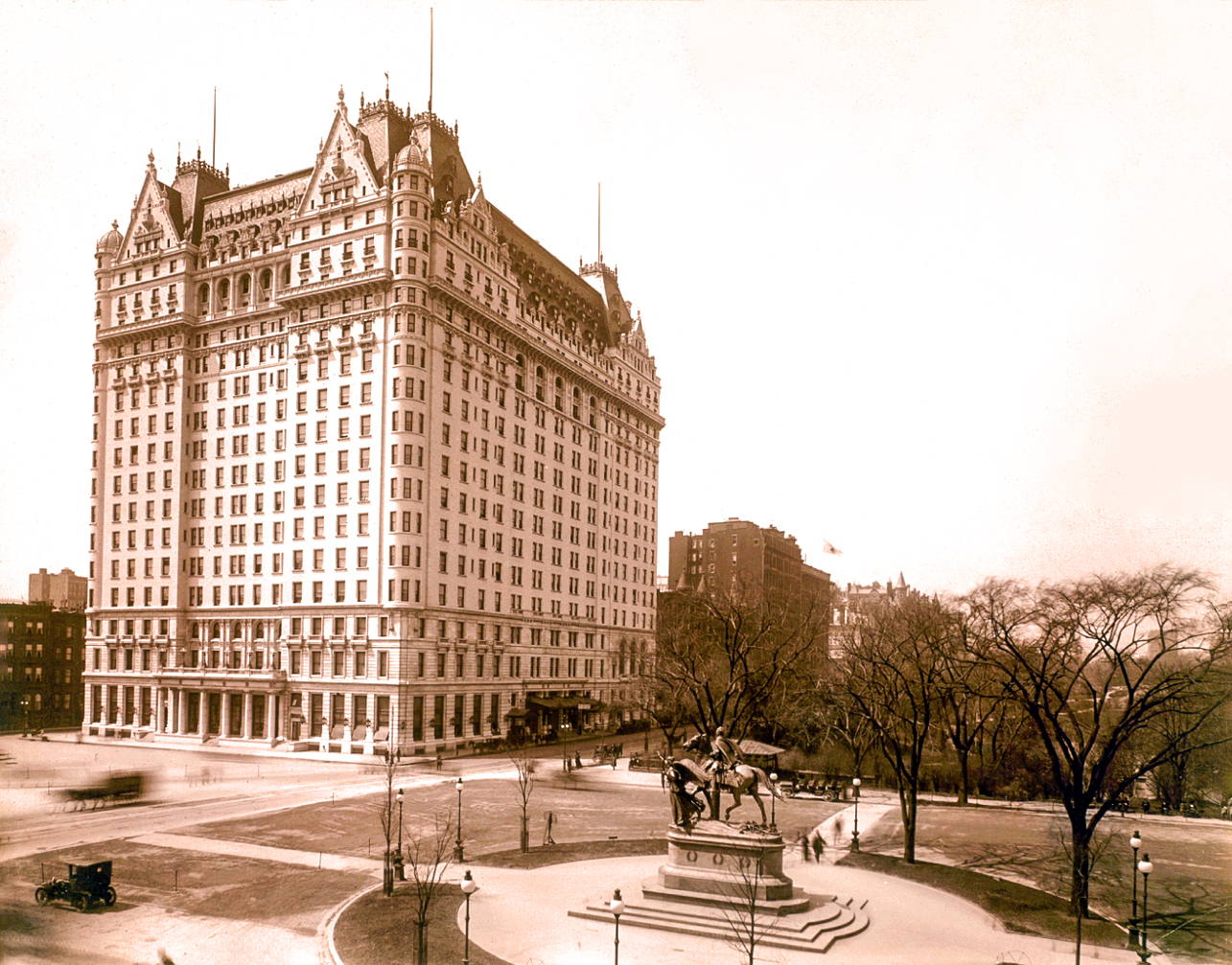
Das Hotel nach seiner Eröffnung (Aufnahme um 1908)
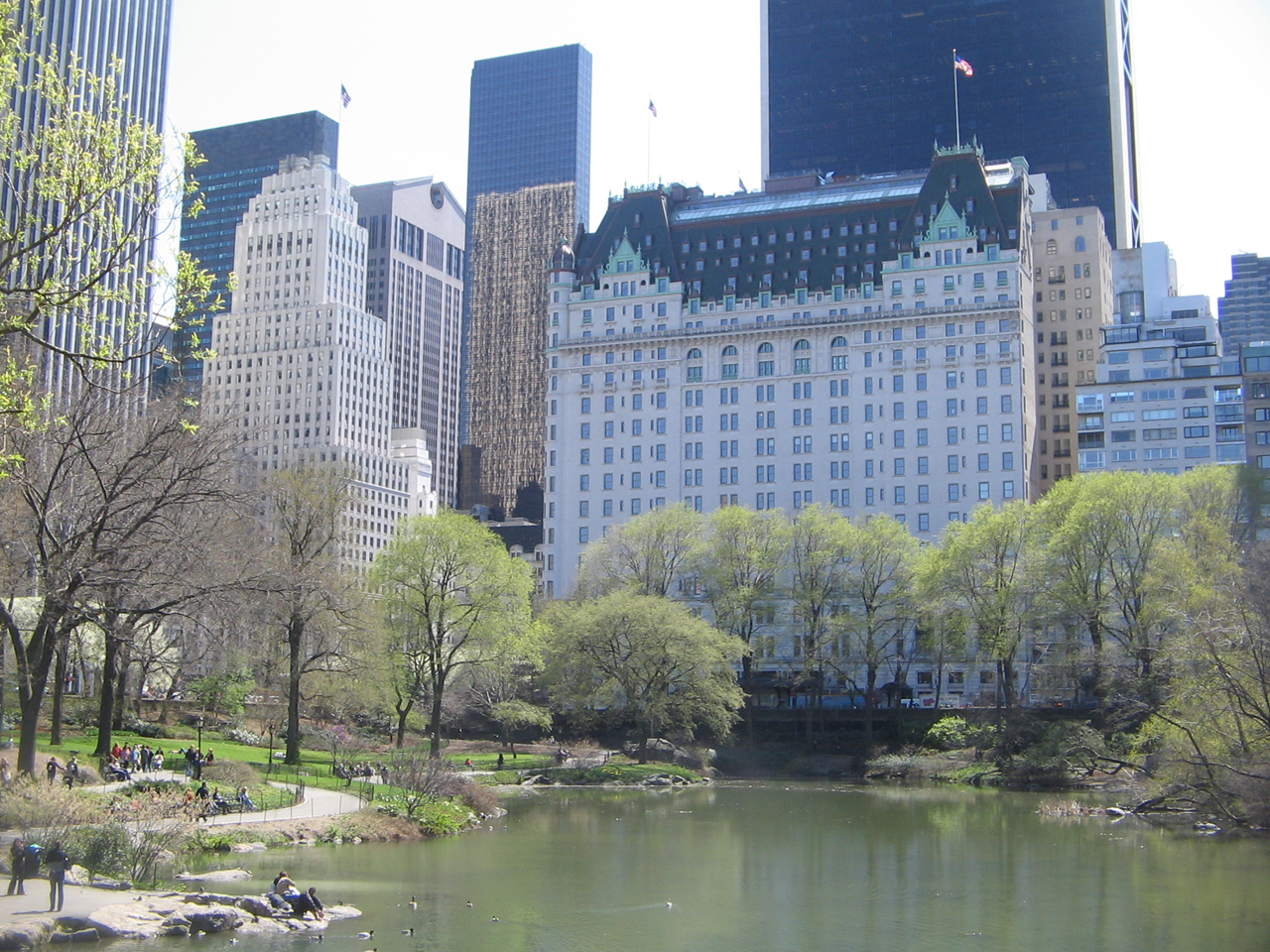
Blick vom Central Park auf das Hotel im April 2008
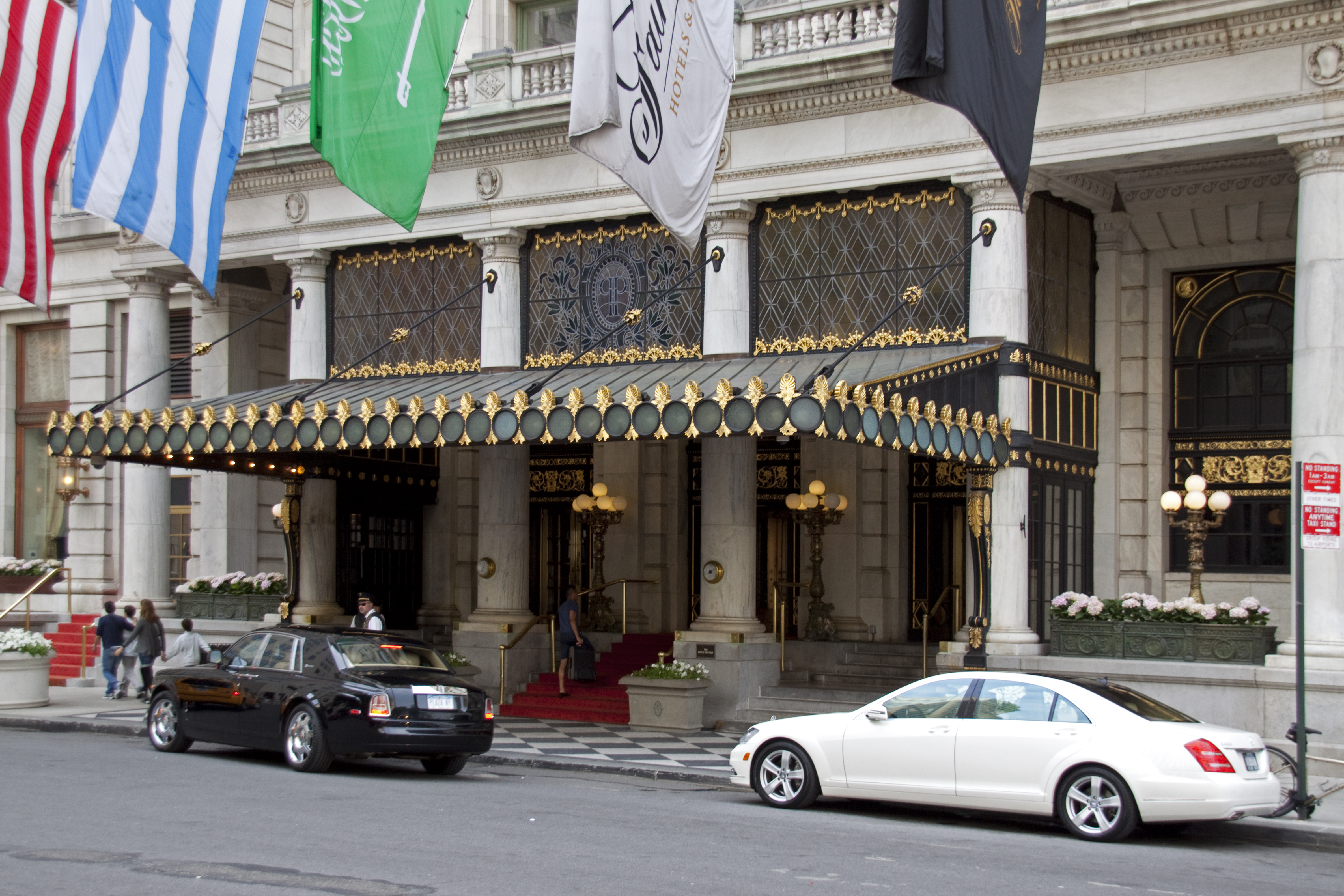
Hoteleingang an der Grand Army Plaza
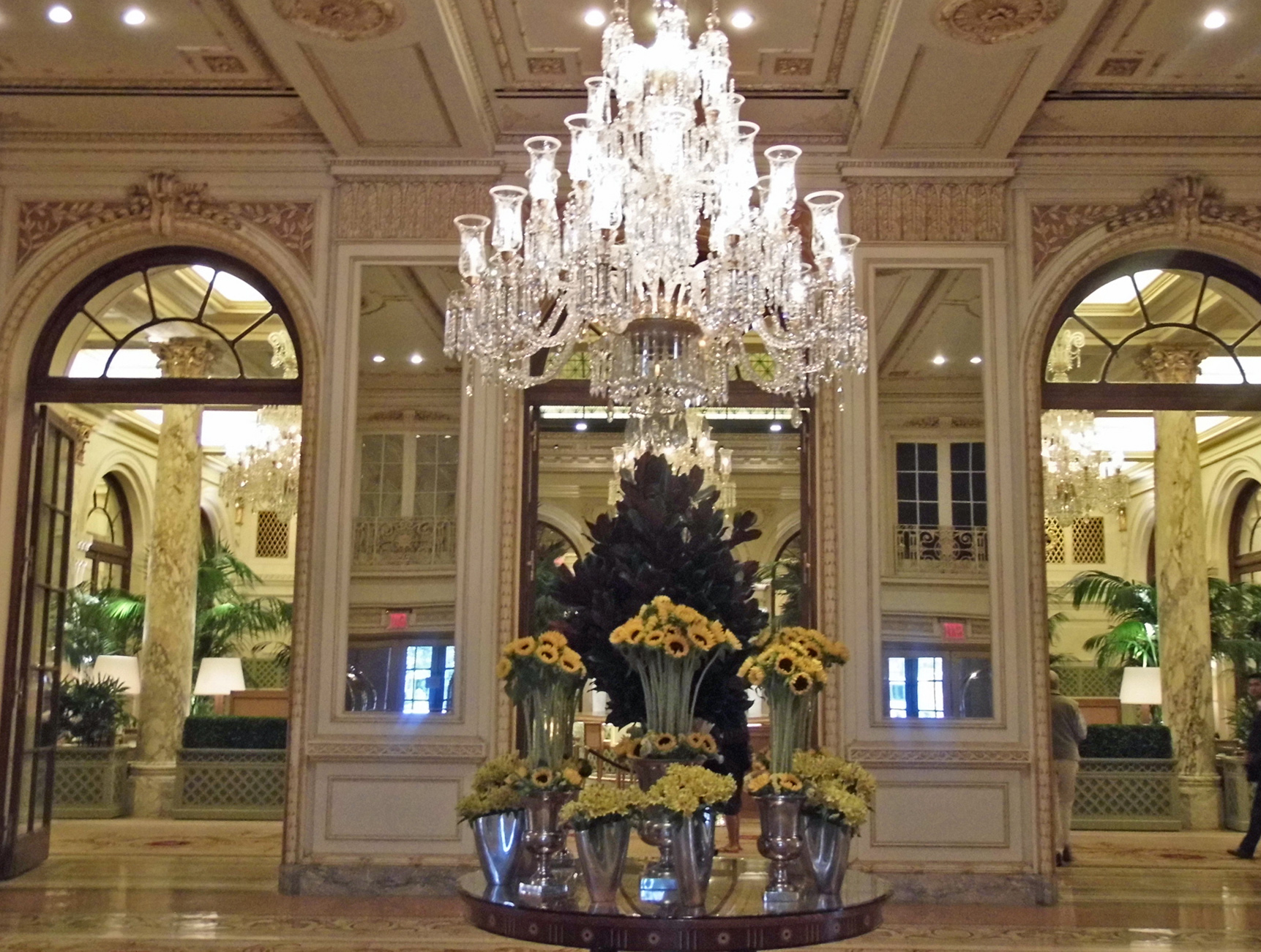
In der Lobby an der 59th Street
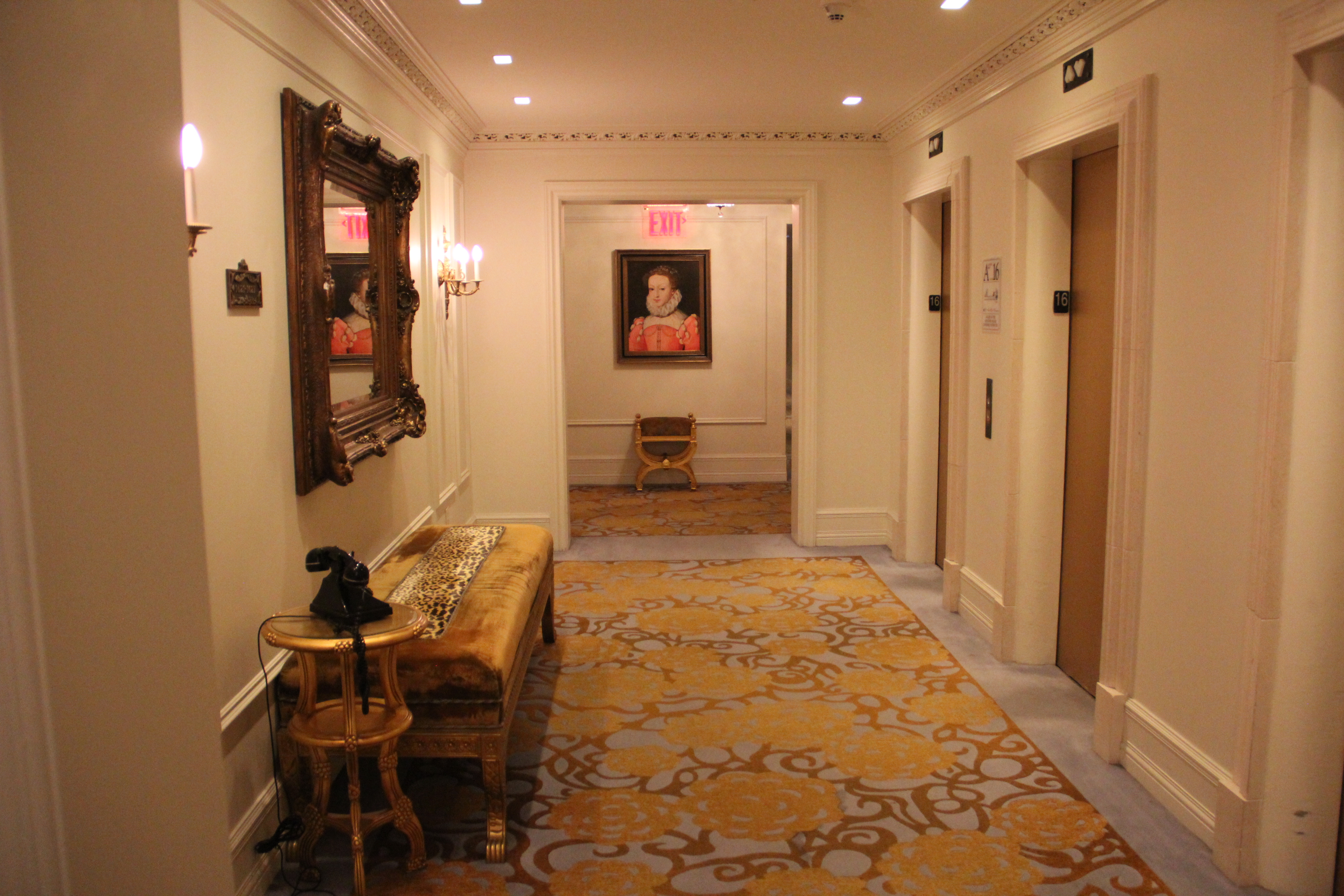
Ein Flur zu den Fahrstühlen